# Stazione di Avellino
La stazione di Avellino è una stazione ferroviaria che serve la città omonima. La stazione è capolinea delle linee ferroviarie per Benevento, per Cancello e per Rocchetta Sant'Antonio. L'impianto è classificato da RFI nella categoria "Silver", attualmente in fase di restauro nell'ambito del progetto Pegasus.

## Storia
La stazione venne aperta il 31 marzo 1879, quando vi giunse la linea proveniente da Cancello, che diede un collegamento per l'epoca veloce con Napoli alla città. Nel 1891 la linea raggiunse Benevento.
Il 27 aprile 1893, con l'attivazione della prima tratta della linea per Rocchetta Sant'Antonio, completata due anni dopo, divenne stazione di diramazione. A tal punto, la stazione aveva una discreta importanza e fu quindi munita di altri binari, di una rimessa locomotive, di una piattaforma girevole e di uno scalo merci.
Dagli anni 1930 le automotrici iniziarono a sostituire le locomotive a vapore sulle linee che riguardavano Avellino, riducendo i tempi di percorrenza. Erano presenti una decina di relazioni al giorno per Benevento, Cancello, Napoli e Nocera Inferiore, e 5 o 6 per Rocchetta Sant'Antonio.
Dal dopoguerra si aggiunsero collegamenti diretti con Napoli via Nocera Inferiore, riducendo a 90 minuti il tempo per raggiungere Napoli da Avellino.
In seguito al terremoto dell'Irpinia del 1980, che causò notevoli danni alle infrastrutture ferroviarie della zona, compresi la maggior parte degli edifici delle stazioni, il 13 febbraio 1984 venne inaugurato il nuovo fabbricato viaggiatori, in concomitanza con la riapertura della linea per Rocchetta Sant'Antonio e con l'aggiunta di una coppia di treni rapidi da e per Benevento in coincidenza con quelli che collegavano quest'ultima città a Roma, soppressi dopo un anno. In questi anni viene inoltre costruito un raccordo ferroviario per lo stabilimento Isochimica dove avveniva la scoibentazione dell’amianto dalle carrozze ferroviarie.
Dalla fine degli anni 1980 al 2012 fu attivo un treno diretto Avellino - Roma via Mercato San Severino, mentre dal 1997 al 2003 fu attiva una coppia di treni diretti notturni Avellino - Milano che a Caserta agganciava/sganciava un treno espresso Salerno - Milano. Nello stesso periodo fu istituito un treno veloce per Napoli, con tempo di percorrenza di circa 75 minuti.
Nel 2008 lo scalo merci della stazione divenne inattivo. Nel 2010 vennero soppressi tutti i servizi passeggeri sulla linea per Rocchetta Sant'Antonio.
Il 9 settembre 2012 vennero soppressi tutti i servizi passeggeri residui sulle linee per Benevento e per Salerno. In seguito alle proteste degli utenti, dal successivo 28 ottobre vennero ripristinate alcune coppie di treni su entrambe le linee.
Tra il 2016 e il 2017 sono stati effettuati ingenti lavori di potenziamento e ristrutturazione, sia delle linee ferroviarie che della struttura in generale. In più è installato un Apparato Centrale per la gestione del nuovo impianto tecnologico.
Dal 12 dicembre 2021 il traffico passeggeri è stato ufficialmente sospeso (eccezion fatta per i treni storici di Fondazione FS Italiane sulla linea Avellino-Rocchetta, riattivata tra il 2016 e il 2018 per usi turistici) e sostituito con autoservizi, per lavori di elettrificazione e ammodernamento sia sulla linea per Benevento che su quella per Cancello.
Allo stato attuale: Gennaio 2025, i lavori di elettrificazione della linea sono giunti fino a Mercato San Severino ( da dove partono i treni per Salerno, Napoli). Nel mentre si prosegue con l'inserimento dei pali di elettrificazione, illuminazione, segnaletica( stazione di Avellino) e la sostituzione dei binari della linea Avellino- Rocchetta S. Antonio, fino alla stazione di Montemarano. Inoltre la stazione di Avellino, pur momentaneamente chiusa al traffico passeggeri, presenta al suo interno un'edicola, la biglietteria automatica (box) di Trenitalia, un barbiere e la disponibilità di usufruire in alcune giornate dei treni storici curati da Fondazione FS. 

## Strutture e impianti
Il fabbricato viaggiatori ospita al suo interno diversi servizi per i viaggiatori oltre alla chiesa cattolica e alla dirigenza per il movimento ferroviario. La stazione è dotata di 3 binari passanti per il servizio passeggeri; in passato erano presenti altri 2 binari, collegati allo stesso sottopassaggio. Sono disponibili tre banchine unite tramite sottopassaggio sebbene l'ultima banchina, a servizio dei binari 4 e 5, sia divenuta inaccessibile a causa della rimozione dei binari stessi. Vi erano anche altri binari sia passanti che tronchi per il servizio merci: tale scalo non è più utilizzato e versa in condizioni di abbandono.

## Movimento
La stazione, come precedentemente descritto nella sezione Storia, era interessata perlopiù da treni regionali per Benevento e per Salerno, oltre ad alcuni per Napoli e, solo in alcuni periodi, da treni diretti per Roma e Milano. Fin dal dicembre 2010 era stata soppressa la ferrovia Avellino-Rocchetta Sant'Antonio, in quanto ritenuta poco efficiente e in cattive condizioni; tale linea è stata poi riattivata in più fasi (tra il 2016 e il 2018, con la riapertura dell'intera tratta fino ad Avellino) come ferrovia turistica, in virtù dell'alto valore paesaggistico delle aree attraversate, pur in assenza di traffico ordinario.
A inizio 2012, la stazione era servita da 22 treni giornalieri, tra cui 3 treni, classificati come regionali veloci, sulla relazione Benevento - Roma Termini e per il resto soli treni regionali per Benevento e per Salerno. A fine 2020, era servita da 17 treni giornalieri, oltre ad alcuni autobus sostitutivi, tutti regionali, tra cui alcuni per Napoli Centrale.
Al 2024, è servita da 22 autobus sostitutivi al giorno, per Benevento, Salerno, Napoli Centrale e Lioni.

## Servizi
La stazione dispone di:
- Bar
- Biglietteria automatica[2]
- Negozi[senza fonte]
- Servizi igienici
- Parcheggio[2][10]

## Interscambi
- Fermata autobus[2][10] urbani, nazionali ed internazionali, Flixbus[15]